# DOS/360
Вижте пояснителната страница за други значения на DOS.
Дискова операционна система 360 (на английски: Disk Operating System/360), също DOS/360 или просто DOS е дискова операционна система, разработена за мейнфрейм компютрите на IBM. IBM прави първото съобщение за разработката ѝ в последния ден на 1964 г., а системата е готова през юни 1966. За своето време DOS е най-широко използваната операционна система в света.
Макар и със сходни имена, няма техническо сходство между DOS/360 от 1960-те години и семейството операционни системи DOS за IBM PC и съвместими компютри от 1980-те години или други операционни системи с име „DOS“ като тези на Data General (DOS за миникомпютрите Nova), Apple DOS за първия масов персонален компютър Apple II или MS-DOS на Майкрософт.